# 赫卢希夫战役
赫盧希夫战役是俄罗斯入侵乌克兰第一天，2022年2月24日至25日期间，在苏梅州赫盧希夫周围发生的周期性小规模冲突。

## 时间线

### 2022年2月24日
2022年2月24日凌晨5时23分，俄军越过乌克兰国界，途经巴奇夫斯克检查站。在占领检查站期间，约有90人被俘。据当地国家行政当局负责人的顾问阿萝娜·博亚里诺娃（烏克蘭語：Альони Бояринової）称，共有26名边防警卫被俘。据苏梅海关负责人尤里·阿扎罗夫称，18名海关官员在巴奇夫斯克海关检查站被俘。他们被带到布良斯克州维戈尼茨基区的俄罗斯科基诺村。大多数被拘留者是其他部门的雇员（如植物检疫、兽医领域的国家控制部门）、女售货员及司机，也就是在检查站工作的相关人物。
2022年2月24日，乌克兰军队试图在赫盧希夫附近拦截他们，导致战斗爆发。
2022年2月24日9时50分，在固定巡逻警察哨所附近的—赫盧希夫—高速公路上，一个加油站发生爆炸并起火。战斗发生在M02高速公路上的一个军事单位，士官安德烈·伊瓦什科和三名伤员在此行动中不幸牺牲。
2022年2月24日上午10时30分，首批6名伤患被送往赫盧希夫市医院。半小时后，两名伤患转送往肖斯特卡医院。其中一名伤势较严重的伤患被送往苏梅地区医院，另一名轻伤伤患则允许出院回家。
2022年2月24日中午，敌军中转途经赫盧希夫。占领军控制了从俄罗斯边境到切尔尼戈夫地区的基辅-莫斯科路线。
2022年2月24日下午4时24分，军方在赫盧希夫使用标枪防空导弹摧毁了一列由15辆T-72坦克组成的俄罗斯装甲车。
2022年2月24日晚上11时30分，赫盧希夫的佩列莫加正在进行防御战。尔后，乌克兰国防部副部长汉娜·马里亚尔宣称俄罗斯第58旅的敌方纵队已成功被阻止。

### 2022年2月25日
2022年2月25日下午3时20分，有17辆俄军装甲运兵车与身穿装甲的军队高速路过赫盧希夫附近的一个交警哨所，向四周开枪，但民用车没有被触及。设备前往基辅（到达杜博维奇）。
2022年2月25日下午6时，沿着M02高速公路向克罗列韦茨行驶的敌方车辆纵队士兵开枪，导致一名无辜市民不幸打死，一名伤者则前往赫盧希夫医院接受手术治疗。
2022年2月25日晚，敌人成功掌控M02高速公路并部署了装备。一列装甲车在路上穿梭，平民严厉禁止进入路线及使用武器。后来，俄罗斯的一些设备仍置放在该地区的郊区，无人领取。

### 2022年2月26日
2022年2月26日晚，52名俘虏在巴奇夫斯克检查站被遣返回乌克兰。另有26名边防警卫仍被俄军囚禁。

### 2022年2月27日
2022年2月27日，有三辆步兵战车分别在霍穆托夫、赫盧希夫和巴图林被拦截。

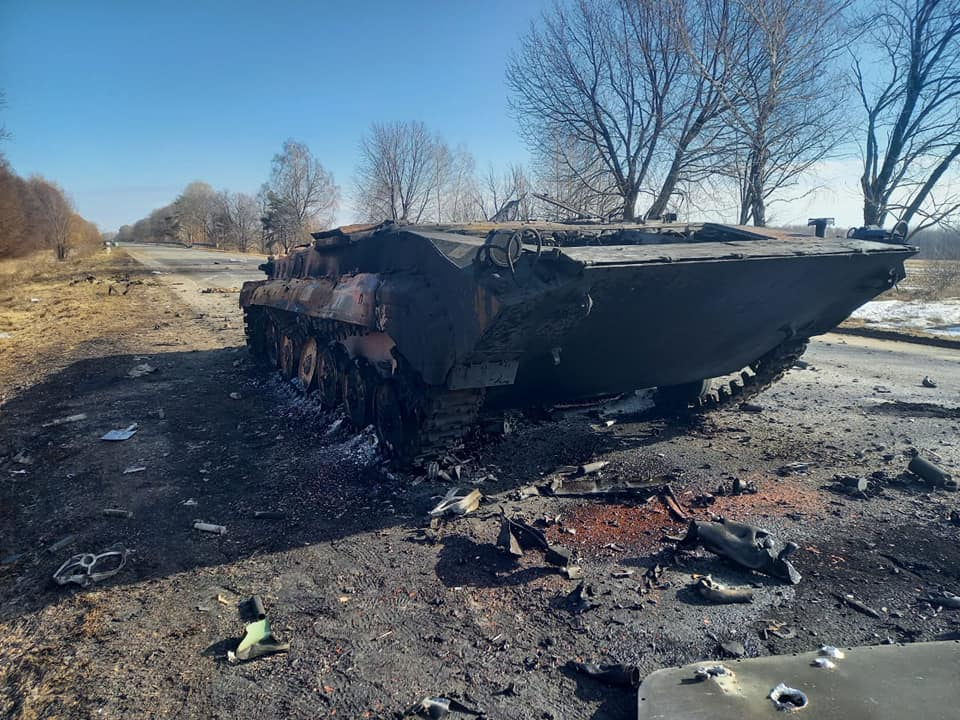
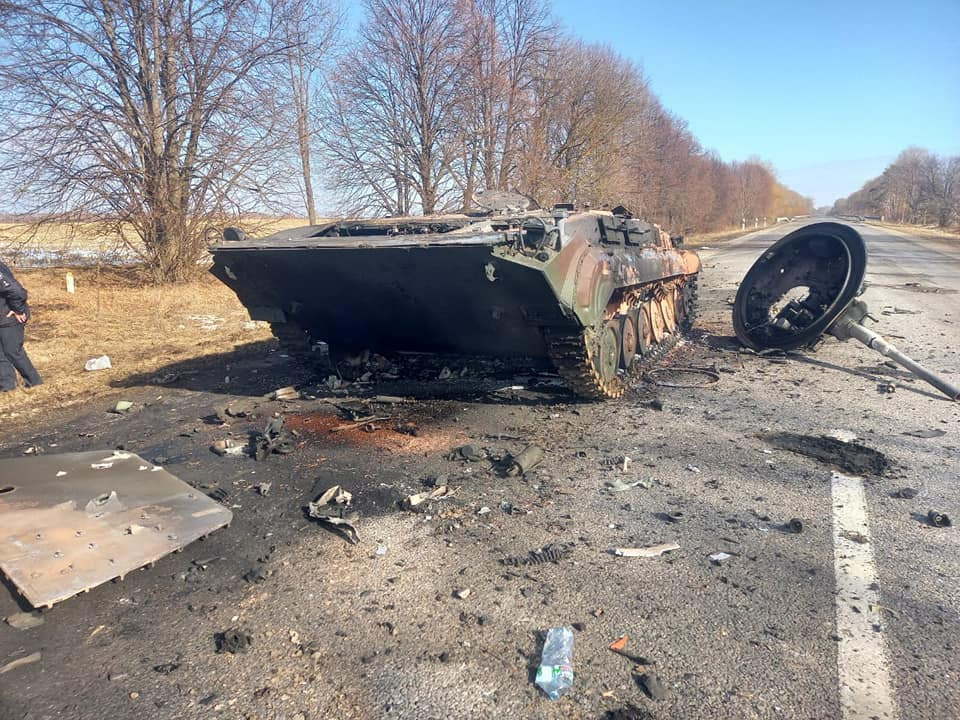
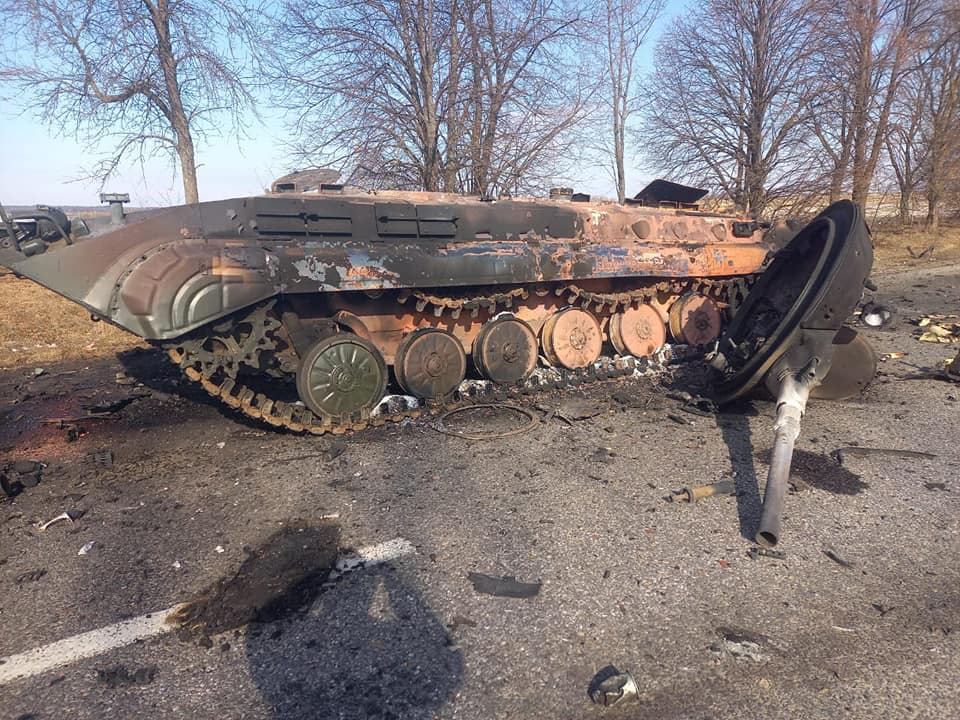
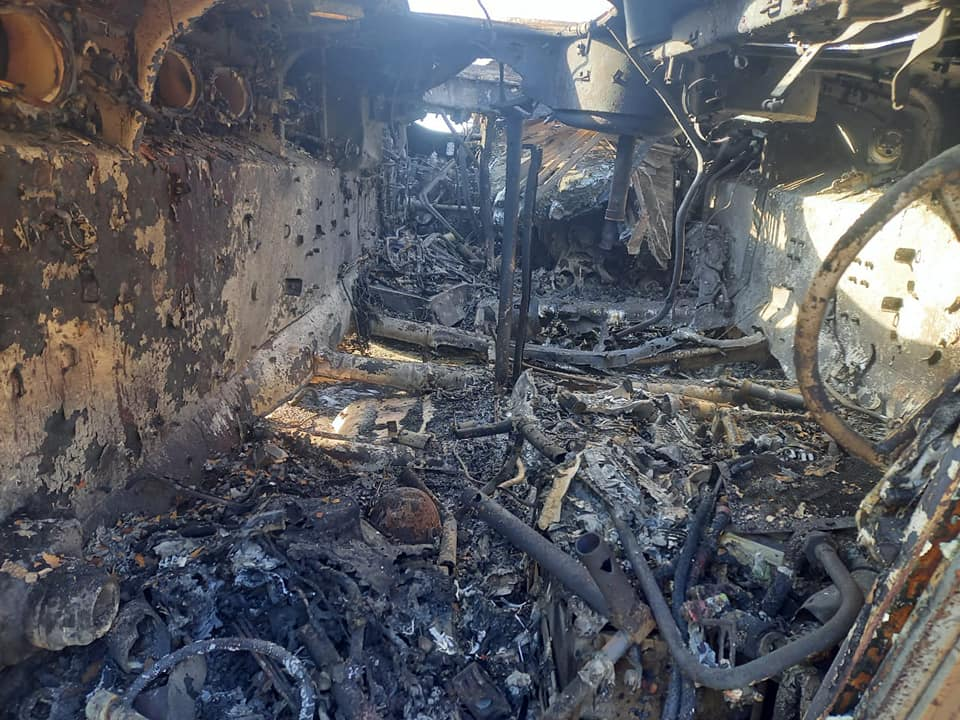
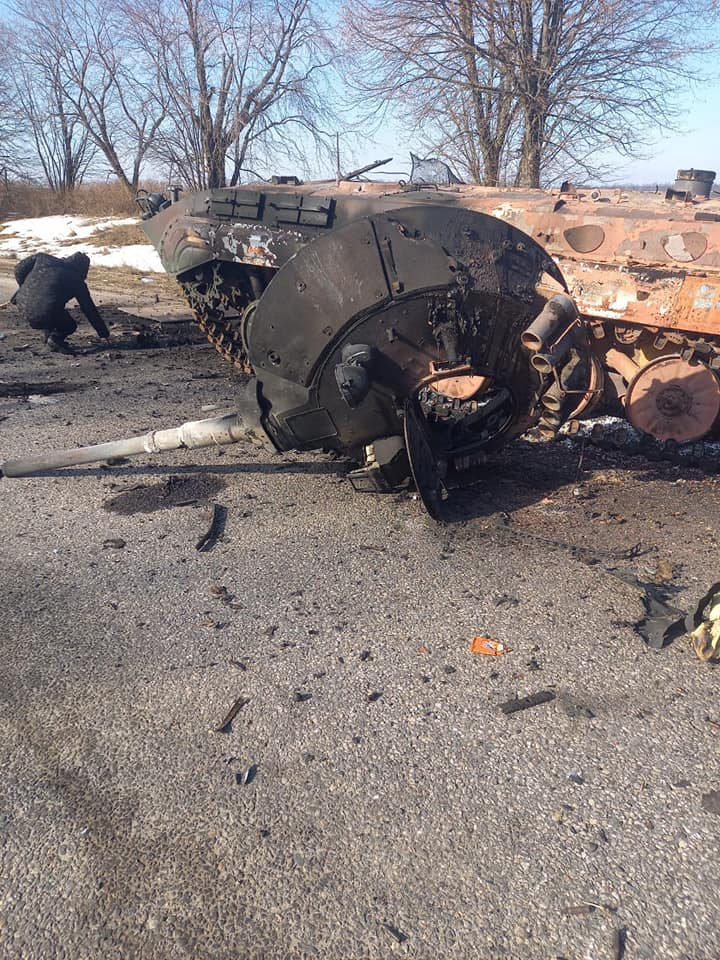
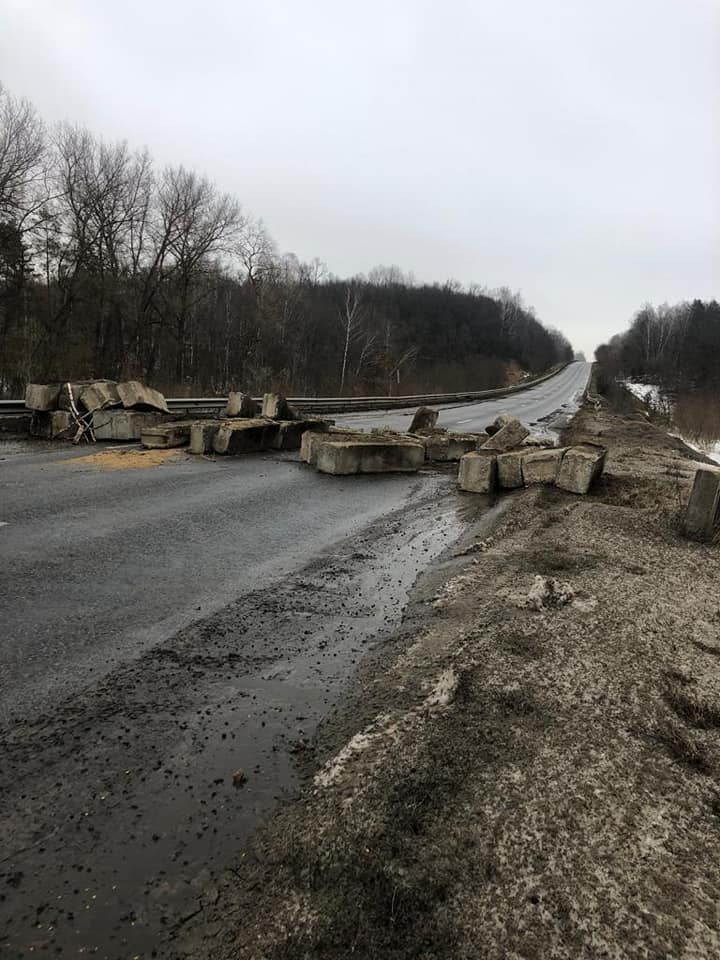